# Better Than I Know Myself
«Better Than I Know Myself» — первый сингл американского певца Адама Ламберта, из второго студийного альбома «Trespassing», который был выпущен 15 мая 2012 года. Сингл был издан в цифровом формате 20 декабря 2011, 31 января 2012 состоится появление песни в радиоэфире. Авторами песни являются Клод Келли, Cirkut, Ammo и Dr. Luke.

## История сингла
15 декабря 2011 RCA Records выпустили официальный пресс-релиз, в котором сделали обзор на первый сингл, и сообщили даты выхода сингла и альбома. В этот же день на официальном сайте Адама Ламберта был представлен отрывок песни. На следующий день песня была «слита» в Интернет, а через пару часов на AdamOfficial.com песню сделали общедоступной для прослушивания. 20 декабря 2011 сингл поступил в продажу в магазинах iTunes, Amazon.

## Критика
Песня «Better Than I Know Myself» получила в основном положительные отзывы. Большинство критиков расхваливали уникальный голос Ламберта.

Contessa Gayles из AOL Music Blog написала, «Звезда American Idol представила новую эпическую балладу, спродюсированную Claude Kelly и Dr. Luke». Она также похвалила «одаренный вокал» Ламберта.

Bill Lamb из About.com сказал, «Голос Адама Ламберта является уникальным и мощным инструментом, но когда песня и производство скучно, даже самый лучший голос не может полностью изменить положение к лучшему».

Liz Barker из MTV назвал песню «одна из самых лучших, смелых и самых красивых треков Адама на сегодняшний день».

## Список композиций
Digital Download
| №  | Название                    | Длительность |
| -- | --------------------------- | ------------ |
| 1. | «Better Than I Know Myself» | 3:38         |

## Чарты
| Чарт (2011)                         | Пик позиция |
| ----------------------------------- | ----------- |
| Финляндия (Finland’s Official List) | 6           |

## Хронология релизов
| Country | Date            | Format                         | Label                         |
| ------- | --------------- | ------------------------------ | ----------------------------- |
| США     | 20 декабря 2011 | Цифровая дистрибуция           | 19 Entertainment, RCA Records |
| США     | 31 января 2012  | Contemporary hit radio ротация | 19 Entertainment, RCA Records |